# 2012년 국가원수 선거 목록
2012년에 치루어진 대통령 선거 목록

## 아시아
- 2012년 대한민국 대통령 선거
- 2012년 중화민국 총통 선거
- 2012년 인도 대통령 선거

## 아메리카
- 2012년 미국 대통령 선거
- 2012년 멕시코 대통령 선거
- 2012년 베네수엘라 대통령 선거

## 유럽
- 2012년 러시아 대통령 선거
- 2012년 프랑스 대통령 선거
- 2012년 핀란드 대통령 선거

## 아프리카
- 2012년 이집트 대통령 선거